# Дмитровичский сельсовет (Брестская область)
Дмитро́вичский сельсовет — административная единица на территории Каменецкого района Брестской области Республики Беларусь. Административный центр — агрогородок Дмитровичи.

## История
24 сентября 1998 года населённые пункты Вилы, Селище Большое, Селище Малое, Мшанки, Горошковка 1 включены в состав Каменюкского сельсовета.

## Состав
Дмитровичский сельсовет включает 29 населённых пунктов:
- Абрамово — деревня.
- Белево — деревня.
- Велички — деревня.
- Внучки — деревня.
- Ганцевичи — деревня.
- Голёнчицы — деревня.
- Головчицы — деревня.
- Городище — деревня.
- Дашевичи — деревня.
- Дмитровичи — агрогородок.
- Залешаны — деревня.
- Любашки — деревня.
- Маковище — деревня.
- Огородники — деревня.
- Осинники — деревня.
- Панасюки — деревня.
- Подомша — деревня.
- Проходы — деревня.
- Рожковка — деревня.
- Сарево — деревня.
- Синитычи — деревня.
- Станьковичи — деревня.
- Старишово — деревня.
- Столповиски — деревня.
- Тересины — деревня.
- Хвояновка — деревня.
- Ходосы — деревня.
- Чвирки — деревня.
- Януши — деревня.